# Daniel Porozo
Daniel Guillermo Porozo Valencia (Guayaquil, Ecuador; 20 de septiembre de 1997) es un futbolista ecuatoriano. Juega de delantero y su equipo actual es Aucas de la Serie A de Ecuador.

## Selección nacional

### Selecciones juveniles
Fue convocado por la selección ecuatoriana sub-17 para disputar el Campeonato Sudamericano Sub-17 disputado en Argentina en el cual convirtió un gol en cuatro partidos. La selección sub-17 terminó en el cuarto lugar del Grupo A y no se clasificó para el hexagonal final.

### Campeonatos sudamericanos
| Torneo              | Sede      | Resultado    | Partidos | Goles |
| ------------------- | --------- | ------------ | -------- | ----- |
| Sudamericano Sub-17 | Argentina | Primera fase | 4        | 1     |

## Estadísticas

### Clubes
Actualizado al último partido disputado el 18 de abril de 2025.
| Club                              | Div.          | Temporada     | Liga  | Liga  | Copas nacionales | Copas nacionales | Copas internacionales | Copas internacionales | Total | Total |
| Club                              | Div.          | Temporada     | Part. | Goles | Part.            | Goles            | Part.                 | Goles                 | Part. | Goles |
| --------------------------------- | ------------- | ------------- | ----- | ----- | ---------------- | ---------------- | --------------------- | --------------------- | ----- | ----- |
| Universidad Católica · Ecuador    | 1.ª           | 2013          | 2     | 0     | —                | —                | —                     | —                     | 2     | 0     |
| Universidad Católica · Ecuador    | 1.ª           | 2014          | 9     | 0     | —                | —                | 0                     | 0                     | 9     | 0     |
| Universidad Católica · Ecuador    | Total club    | Total club    | 11    | 0     | 0                | 0                | 0                     | 0                     | 11    | 0     |
| Deportivo Quito · Ecuador         | 1.ª           | 2015          | 39    | 0     | —                | —                | —                     | —                     | 39    | 0     |
| Deportivo Quito · Ecuador         | Total club    | Total club    | 39    | 0     | 0                | 0                | 0                     | 0                     | 39    | 0     |
| Celaya F. C. · México             | 2.ª           | 2015-16       | 2     | 0     | 2                | 0                | —                     | —                     | 4     | 0     |
| Celaya F. C. · México             | Total club    | Total club    | 2     | 0     | 2                | 0                | 0                     | 0                     | 4     | 0     |
| Lobos BUAP · México               | 2.ª           | 2016-17       | 12    | 1     | 4                | 2                | —                     | —                     | 16    | 3     |
| Lobos BUAP · México               | Total club    | Total club    | 12    | 1     | 4                | 2                | 0                     | 0                     | 16    | 3     |
| Cúcuta Deportivo · Colombia       | 2.ª           | 2017          | 6     | 0     | 5                | 1                | —                     | —                     | 11    | 1     |
| Cúcuta Deportivo · Colombia       | Total club    | Total club    | 6     | 0     | 5                | 1                | 0                     | 0                     | 11    | 1     |
| Clan Juvenil · Ecuador            | 1.ª           | 2017          | 12    | 3     | —                | —                | —                     | —                     | 12    | 3     |
| Clan Juvenil · Ecuador            | Total club    | Total club    | 12    | 3     | 0                | 0                | 0                     | 0                     | 12    | 3     |
| Deportivo Cuenca · Ecuador        | 1.ª           | 2018          | 7     | 1     | —                | —                | 2                     | 0                     | 9     | 1     |
| Deportivo Cuenca · Ecuador        | Total club    | Total club    | 7     | 1     | 0                | 0                | 2                     | 0                     | 9     | 1     |
| Gualaceo S. C. · Ecuador          | 2.ª           | 2018          | 9     | 0     | —                | —                | —                     | —                     | 9     | 0     |
| Gualaceo S. C. · Ecuador          | Total club    | Total club    | 9     | 0     | 0                | 0                | 0                     | 0                     | 9     | 0     |
| Olmedo · Ecuador                  | 1.ª           | 2020          | 9     | 0     | —                | —                | —                     | —                     | 9     | 0     |
| Olmedo · Ecuador                  | Total club    | Total club    | 9     | 0     | 0                | 0                | 0                     | 0                     | 9     | 0     |
| Juventud F. C. · Ecuador          | 3.ª           | 2021          | 17    | 14    | —                | —                | —                     | —                     | 17    | 14    |
| Juventud F. C. · Ecuador          | Total club    | Total club    | 17    | 14    | 0                | 0                | 0                     | 0                     | 17    | 14    |
| Aampetra · Ecuador                | 3.ª           | 2021          | 6     | 1     | —                | —                | —                     | —                     | 6     | 1     |
| ABC F. C. · Brasil                | 3.ª           | 2022          | 14    | 1     | 2                | 0                | —                     | —                     | 16    | 1     |
| ABC F. C. · Brasil                | Total club    | Total club    | 14    | 1     | 2                | 0                | 0                     | 0                     | 16    | 1     |
| Aampetra · Ecuador                | 3.ª           | 2022          | 15    | 7     | 0                | 0                | —                     | —                     | 15    | 7     |
| Aampetra · Ecuador                | Total club    | Total club    | 21    | 8     | 0                | 0                | 0                     | 0                     | 21    | 8     |
| Libertad F. C. · Ecuador          | 1.ª           | 2023          | 27    | 5     | —                | —                | —                     | —                     | 27    | 5     |
| Libertad F. C. · Ecuador          | Total club    | Total club    | 27    | 5     | 0                | 0                | 0                     | 0                     | 27    | 5     |
| Macará · Ecuador                  | 1.ª           | 2024          | 14    | 0     | 0                | 0                | —                     | —                     | 14    | 0     |
| Macará · Ecuador                  | Total club    | Total club    | 14    | 0     | 0                | 0                | 0                     | 0                     | 14    | 0     |
| Independiente Petrolero · Bolivia | 1.ª           | 2024          | 21    | 8     | —                | —                | —                     | —                     | 21    | 8     |
| Independiente Petrolero · Bolivia | Total club    | Total club    | 21    | 8     | 0                | 0                | 0                     | 0                     | 21    | 8     |
| S. D. Aucas · Ecuador             | 1.ª           | 2025          | 5     | 0     | 0                | 0                | 1                     | 0                     | 6     | 0     |
| S. D. Aucas · Ecuador             | Total club    | Total club    | 5     | 0     | 0                | 0                | 1                     | 0                     | 6     | 0     |
| Total carrera                     | Total carrera | Total carrera | 226   | 41    | 13               | 3                | 3                     | 0                     | 242   | 44    |
| 1. 2. 3.                          |               |               |       |       |                  |                  |                       |                       |       |       |

## Palmarés

### Campeonatos regionales
| Título              | Club              | Año  |
| ------------------- | ----------------- | ---- |
| Campeonato Potiguar | ABC Futebol Clube | 2022 |

### Campeonatos provinciales
| Título                         | Club     | Año  |
| ------------------------------ | -------- | ---- |
| Segunda Categoría de Pichincha | Aampetra | 2022 |